# Marie-Louise Sjoestedt
Marie-Louise Sjoestedt-Jonval (* 1900; † 1940) war eine französische Keltologin und Linguistin.
Ihr bekanntestes Werk über die keltischen Götter und Heroen, das auch in englischer Übersetzung erschien, behandelt die Götter der kontinentalen Kelten, die Anfänge der Mythologie in Irland, Heroen und die beiden Hauptkategorien von irischen Göttern.

## Werke
- L'aspect verbal et les formations à affixe nasale en celtique, Paris, Champion 1926
- Description d'un parler irlandais de Kerry, Paris, Champion 1938
- Dieux et Héros des Celtes, Paris, Leroux 1940 (Mythes et religions; 7)
- Gods and Heroes of the Celts, London, Methuen 1949